# Gunnar Gustafson (zoolog)
Gunnar Gustafson, född 12 december 1891 på Ljusåsen i Norrbärke socken, död 16 november 1988 i Lysekil, var en svensk zoolog.
Gunnar Gustafson var son till fiskeriinstruktören Per Erik Gustafson. Han avlade studentexamen i Falun 1910 och studerade därefter vid Uppsala universitet, blev filosofie magister 1915, filosofie licentiat 1928 och filosofie doktor 1931. 1920 blev Gustafson amanuens vid Uppsala universitets zoologiska museum, 1928 utsågs han till tillförordnad och 1931 ordinarie föreståndare för Vetenskapsakademiens zoologiska station vid Kristineberg. Bland Gustafsons skrifter märks Anatomische Studien über die Polychäten Familien Amphinomidæ und Euphrosynidæ (1930, doktorsavhandling) samt uppsatser i Fauna och flora om havsfaunan vid den svenska västkusten.